# All I Ever Wanted (албум)
All I Ever Wanted је четврти студијски албум америчке поп певачице Кели Кларксон објављен 10. марта 2009. године под издавачком кућом RCA Records. На албуму Кларксонова сарађује са текстописцима са којима је сарађивала на своја прва 2 албума. На албуму преовлађује препознатљиви поп и поп-рок звук Кларксонове, звук са прва два њена студијска албума. Објављивање албума, музички критичари су позитивно оценили, због „светлијих“ тема песама.
Албум је дебитовао на 1. месту америчке топ-листе албума са продатих 255,000 продатих примерака у првој недељи. Ово је њен други албум који је дебитовао на првом месту (Thankful је први). На месту бр. 1. није остао само једну недељу, већ две недеље за редом. То је био први пут да Кларксонова има албум који је остао на месту бр. 1 више од једне недеље. Интернационално, All I Ever Wanted је дебитовао на месту бр. 2 у Аустралији са продатих 10,000 копија, у Уједињеном Краљевству је са продатих 80,000 примерака дебитовао на месту бр.3 а у Канади је дебитовао на месту бр. 2 са продатих 10,000 копија. У целом свету је продат у око 2 милиона примерака. Албум је био номинован за Греми награду у категорији Најбољи поп-вокални албум.
Први сингл са албума је био My Life Would Suck Without You. Ова песма је постала једна од популарнијих песама Кларксонове. Овај сингл је први сингл Кларксонове који је освојио место бр. 1 на топ-листи синглова у Уједињеном Краљевству. Такође, песма је заузела и место бр. 1 на америчкој топ-листи Билборд хот 100. Наиме, ова песма је и извршила највећи скок на прво место. My Life Would Suck Without You је ушао на 97. место топ-листе и затим у следећој недељи скочион на место бр. 1. Овим је Кели Кларксон сама оборила свој рекорд који је држала са песмом A Moment Like This. После овог, са албума су издата још 4 сингла: I Do Not Hook Up, Already Gone, All I Ever Wanted и Cry.
Кларксонова је, као и после објављивања претходна 2 албума, отишла на турнеју. Ова турнеја је била под називом All I Ever Wanted Tour.
Са овом турнејом је посетила 63 локације на 4 континента. (Европа, Аустралија, Северна Америка, Азија).

## Списак песама
1. My Life Would Suck Without You - 3:33
2. I Do Not Hook Up - 3:22
3. Cry - 3:34
4. Don't Let Me Stop You - 3:20
5. All I Ever Wanted - 3:59
6. Already Gone - 4:41
7. If I Can't Have You - 3:39
8. Save You - 4:03
9. Whyyawannabringmedown - 2:42
10. Long Shot - 3:36
11. Impossible - 3:23
12. Ready - 3:05
13. I Want You - 3:31
14. If No One Will Listen - 4:03

## Топ листе и сертификације

### Топ листе
| Држава               | Највиша позиција |
| -------------------- | ---------------- |
| Аустралија           | 2                |
| Аустрија             | 4                |
| Белгија              | 6                |
| Канада               | 2                |
| Финска               | 32               |
| Немачка              | 4                |
| Грчка                | 19               |
| Мађарска             | 30               |
| Ирска                | 4                |
| Италија              | 48               |
| Мексико              | 28               |
| Холандија            | 6                |
| Нови Зеланд          | 6                |
| Пољска               | 32               |
| Јужна Африка         | 3                |
| Шпанија              | 40               |
| Шведска              | 15               |
| Швајцарска           | 7                |
| Уједињено Краљевство | 3                |
| САД                  | 1                |

### Сертификације
| Држава               | Сертификација | Продаја |
| -------------------- | ------------- | ------- |
| Аргентина            | Златан        | 20,000  |
| Аустралија           | Платинаст     | 70,000  |
| Канада               | Платинаст     | 80,000  |
| Ирска                | Златан        | 7,500   |
| Малезија             | Златан        | 10,000  |
| Уједињено Краљевство | Златан        | 192,000 |